# Henrik Dam
Pour les articles homonymes, voir Dam.
Henrik Dam (21 février 1895 à Copenhague - 17 avril 1976 à Copenhague) est un biochimiste danois. Il est lauréat de la moitié du prix Nobel de physiologie ou médecine de 1943.

## Biographie
Il a réussi à prouver l'existence de la vitamine K (1920) et à l'isoler à partir de la luzerne (1936). 
En 1943, il est lauréat de la moitié du prix Nobel de physiologie ou médecine (l'autre moitié a été remise à Edward Adelbert Doisy) « pour sa découverte de la vitamine K ».